# Hag in a Black Leather Jacket
Pour les articles homonymes, voir Jacket.

Hag in a Black Leather Jacket est un court-métrage américain (tourné à Baltimore en 8 mm et en noir et blanc). Il s'agit du premier film réalisé par John Waters en 1964, avec Mary Vivian Pearce et Mona Montgomery. 
Dans son livre Shock Value, John Waters le qualifie de "film abominable - des parties entières sont surexposées ; rien de ce qui a été tournée n'a été éliminé".

## Synopsis
Il raconte le mariage d'un Noir et d'une Blanche (Mona) sur le toit d'une maison (celle des parents de John). Il lui fait la cour en la charriant dans une benne à ordure et choisit un homme du Ku Klux Klan pour célébrer le mariage. 

## Fiche technique
- Titre : Hag in a Black Leather Jacket
- Réalisation : John Waters
- Pays d'origine :  États-Unis
- Format : Noir et Blanc - 8 mm
- Durée : 17 min

## Distribution
- Mona Montgomery (la Blanche)
- Mary Vivian Pearce (Bonnie)